# Kristina Sandberg
Kristina Sandberg Kempe, född 6 december 1971 i Sundsvall, är en svensk psykolog och författare.
Kristina Sandberg växte upp i Sundsvall. Hon debuterade med I vattnet flyter man 1997. År 2008 tilldelades hon Norrlands litteraturpris med motiveringen "hennes text bränner som en svetslåga".
Romanen Liv till varje pris tilldelades Augustpriset 2014. Juryns motivering vid nomineringen löd: "Vissa livsresor förblir osynliga. Romanen Liv till varje pris är sista delen i en trilogi där varje del utgör ett eget helt. Med sitt epos om hemmafrun Maj visar Kristina Sandberg att inom en örnsköldsviksvånings väggar kan rymmas en hel odyssé. Med distans och empati skildras ett skört och sårigt familjeliv i välfärdsstaten. Noggrant registreras matoset, tvättångorna, havsbrisens farliga sälta. Vi står bredvid Maj i köket med livets stora frågor och vad kan hon hitta på åt dem till middag?"
2021 gav Sandberg ut den självbiografiska boken En ensam plats, där hon skildrar livet efter ett cancerbesked.
Hon är gift med författaren Mats Kempe och tillsammans har de två barn.

## Priser och utmärkelser
- 2003 – Stipendium ur Lena Vendelfelts minnesfond
- 2008 – Norrlands litteraturpris
- 2014 – Svenska Dagbladets litteraturpris
- 2014 – Augustpriset
- 2014 – Moa-priset
- 2016 – Doblougska priset
- 2017 – Stockholm stads hederspris[6]
- 2019 – Stiftelsen Selma Lagerlöfs litteraturpris
- 2020 – Uppsala kommuns stipendium till Jan Fridegårds minne